# Budżetowanie brutto
Budżetowanie brutto – sposób finansowania się (rozliczania się) jednostek organizacyjnych sektora finansów publicznych z budżetem państwa. Budżetowanie brutto polega na tym, że finansowanie ze środków publicznych nie zależy od uzyskiwanych dochodów własnych. Oznacza innymi słowy, że jednostka organizacyjna sektora finansów publicznych pokrywa swoje wydatki bezpośrednio z budżetu a ewentualne dochody odprowadza w całości bezpośrednio na rachunek budżetu państwa lub rachunek budżetu jednostki samorządu terytorialnego.
W sektorze publicznym rozliczeń w trybie budżetowania brutto dokonują jednostki budżetowe.